# Champeaux (Ille-et-Vilaine)
Champeaux é uma comuna francesa na região administrativa da Bretanha, no departamento de Ille-et-Vilaine. Estende-se por uma área de 9,83 km². Em 2010 a comuna tinha 522 habitantes (densidade: 53,1 hab./km²).